# 蓮池区
蓮池区（れんち-く）は中華人民共和国河北省保定市に位置する市轄区。2015年4月28日北市区と南市区が合併し、蓮池区が発足。

## 行政区画
- 街道:和平里街道、五四路街道、西関街道、中華路街道、東関街道、聯盟街道、紅星街道、裕華街道、永華街道、南関街道
- 郷:韓荘郷、東金荘郷、百楼郷、楊荘郷、南大園郷、焦荘郷、五堯郷